# Грб Тристан да Куње
Грб Тристан да Куње је званични грб једне од административних јединица Британске прекоморске територије Света Јелена, Асенсион и Тристан да Куња - острва Тристан да Куње.
Грб је усвојен 2002. године.

## Опис грба
Грб Тристан да Куње састоји се од штита подјељеног хоризонтално на двије половине у чијим се половинама налази исти садржај са симетричним приказом и инверзним бојама. У горњој половини то су два бијела галеба на плавој позадини, који летете око бијелог хералдичког острва (представљен троуглом). У доњој половини, два плава галеба на бијелој позадини, лете око плавог острва.
Штит је огрнут плавим огртачем (плаштом) са витешком кацигом на челенки, изнад које је приказана силуета брода. Штит држе два камена јастога.